# Paul Ehrenberg
Paul Ehrenberg (Dresde, Alemania, 1876 - Hof, 1949) fue un violinista y pintor alemán, hermano del compositor Carl Ehrenberg (1878-1962).
Entre 1899 y 1903 sostuvo una intensa amistad con el Premio Nobel de literatura Thomas Mann. El personaje de Rudi Schwertfeger en la novela Doktor Faustus está inspirado en él.